# Morgue du quai de l'Archevêché
Pour les articles homonymes, voir Morgue de Paris.

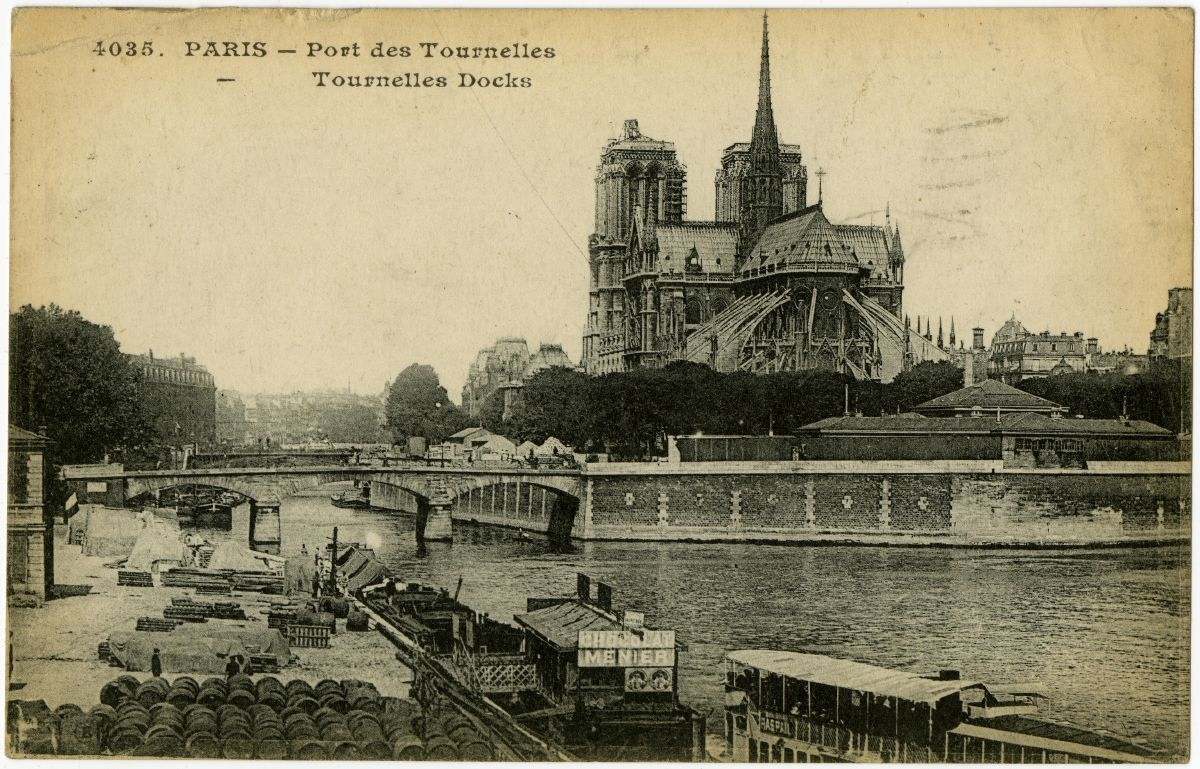
La morgue est le bâtiment devant la cathédrale Notre-Dame. Photo de 1916.

La morgue du quai de l’Archevêché est l'ancienne morgue municipale de Paris, construite en 1868 et disparue en 1923.

## Situation
Elle était située sur une pointe de l'île de la Cité, à l'emplacement de l'actuel square de l'Île-de-France. 

## Historique
Construite en 1868, elle remplace l'ancienne morgue du quai du Marché-Neuf. 
Le bâtiment se compose d’un corps central et de deux ailes dans le même alignement. À l’intérieur du corps central, un vitrage, protégé par une barrière, permet de voir le lit d’exposition des victimes. Celui-ci est incliné vers les pieds. Au sommet, un oreiller, en forme de pupitre, maintient la tête du cadavre afin que les visiteurs puissent le dévisager. Les vêtements sont suspendus pour faciliter la reconnaissance. Une des ailes est affectée au bureau du greffier, l’autre pour l’autopsie et la toilette des corps. Deux grilles, l’une au nord, l’autre au sud ferment une cour. 
La morgue constitue au XIXe et début du XXe siècle, une des sorties les plus en vogue de la capitale : les cadavres à identifier (notamment des victimes de noyades), étendus sur des tables inclinées, y sont exposés au public pendant au moins trois jours, dans une salle séparée du public par une vitre. 
À la fin du XIXe siècle, l'exposition publique des corps est l'objet d'un débat dans l'opinion publique et la presse : pour ses détracteurs, elle apparait peu utile pour l'identification des cadavres (moins de 20 % des reconnaissances). Avec le changement de mentalités, elle apparaît aussi immorale et dégradante. Elle s'oppose ainsi aux rituels funéraires et au respect des morts et elle est considérée comme un symbole de corruption (crime, suicide) ou de mise en scène théâtrale.
En 1907, l'entrée de la morgue est interdite au public par un décret du préfet Lépine, au motif que l'exposition des corps n'était plus qu'un objet de « curiosité » : désormais seules les personnes munies d’une autorisation spéciale peuvent y pénétrer.
Cette morgue est déplacée vers un nouveau bâtiment du quai de la Rapée (inauguré en 1923), siège de l'actuel Institut médico-légal de Paris.